# Hiện tượng Gallavardin
Hiện tượng Gallavardin là một dấu hiệu lâm sàng tìm thấy ở bệnh nhân có hẹp van động mạch chủ. Nó được mô tả là sự phân ly giữa thành phần ồn và thành phần có âm điệu của tiếng thổi tâm thu trong hẹp van động mạch chủ. Thành phần tiếng ồn nghe được rõ nhất ở bờ phải xương ức phía trên lan ra cổ vì vận tốc đẩy lớn tại động mạch chủ lên. Thành phần có âm điệu cao nghe rõ nhất tại mỏm tim. Sự hiện diện của tiếng thổi ở mỏm có thể nhầm lẫn với hở van hai lá. Tuy nhiên, tiếng thổi ở mỏm của hiện tượng Gallavardin không lan ra nách trái và được nhấn mạnh bởi sự chậm nhịp tim (ví dụ khoảng nghỉ bù sau ngoại tâm thu) trong khi tiếng thổi trong hở van không thay đổi nhịp tim.
Dấu hiệu được đặt tên theo Louis Gallavardin, được mô tả bởi Gallavardin và Ravault năm 1925.